# جاي بوردن هاريمان
جاي بوردن هاريمان (بالإنجليزية: J. Borden Harriman)‏ هو مصرفي الاستثمار ‏ أمريكي، ولد في 20 سبتمبر 1864، وتوفي في 2 ديسمبر 1914.